# Bystree sobstvennoj teni
Bystree sobstvennoj teni (Быстрее собственной тени) è un film del 1980 diretto da Pavel Grigor'evič Ljubimov.

## Trama
Pёtr Korolёv, maestro dello sport e futuro ingegnere metallurgico, ha avuto il diritto di partecipare a competizioni internazionali di atletica leggera. In un evento di corsa, uno dei corridori abbatte goffamente il detentore del record mondiale di lunga distanza Rol'f Schmidt. Pёtr se ne accorse e aiutò Schmidt ad alzarsi. Si incontreranno presto alle Olimpiadi.